# نجم قطبي

صورة متحركة توضح كيفية دوران السماء حول النجم القطبي، وحوله توجد الكوكبات التي تُسمّى: "الكوكبات أبدية الظهور". من ضمنها الدب الأكبر والدب الأصغر.

النجم القطبي هو نجم مرئي يكون تقريبًا في خط مستقيم مع محور دوران جرم فلكي؛ أي أنه نجم يكون موقعه الظاهري قريبًا من أحد القطبين السماويين. على الأرض، سيكون النجم القطبي مباشرة فوق الرأس عند النظر إليه من القطب الشمالي أو الجنوبي.

## موقعه في السماء

خريطة كوكبة الدب الأكبر، والدليلان هما الدبة والمراق، اللذان يقعان في أقصى يمين الكوكبة (النصف الأيمن من النعش).

يقع ضمن كوكبة الدب الأصغر، فهو أخر نجم في ذيله ودرجة لمعانه عالية.
كان العرب يتعرفون في الماضي على النجم القطبي بالدليلين في الدب الأكبر. والدليلان هما النجمان الدبة والمراق. عندما نمد خطا على امتداد الدبة والمراق، فنجد نجم القطب الشمالي على بعد 6 اضعاف المسافة بين الدبة والمراق. هذا توضحه الصورة المتحركة.

## أسماؤه في الثقافات المختلفة
كان العرب القدماء يُسمونه غالباً الجدي، لكن كان يُسمى أسماءً أخرى أيضاً مثل «الركبة». أما المايا فقد سموه «رأس القرد»، وهو رمز إله النجم القطبي عند المايا. وقد سماه الهنود «دهرفا» (Dhurva) والتي تعني «الثابت» نسبة إلى ثبوته في السماء. أما حديثاً فقد أصبح اسمه المُعتمد في معظم اللغات هو "Polaris" نسبة إلى "Pole" والتي تعني «قطب» باللغة الإنكليزية.

## النظام النجمي

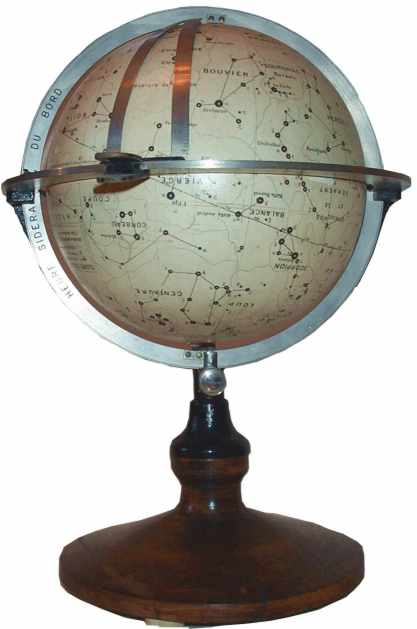
آلة قديمة فرنسية الصنع تستخدم للملاحة في البحر

في الحقيقة النجم القطبي ليس نجما وحيدا بل هو ثلاثه نجوم النجم القطبي (A) هو نجم عملاق ويبث ضوءاً يفوق ضوء الشمس بألفي مرة، نجم قزم (Ab) قريباً منه، ونجماً آخر بعيداً عنه (B)، ولذلك فهو يشكل منظومة ثلاثية تدور وتسبح بنظام رائع!

## حقيقة تغير نجوم الشمال عبر العصور
يعتقد الكثيرون أن نجم الشمال الوحيد عبر القرون هو النجم القطبي والحقيقة غير ذلك
كان النجم الذي يدل على الشمال منذ 3 آلف سنة ق.م هو نجم الثعبان في كوكبة نجوم التنين
وعند ميلاد النبي عيسى كان النجم (أنورالفرقدين) Kokab في مجموعة الدب الأصغر هو نجم الشمال
أما حاليًا فهو النجم بولاريس Polaris في مجموعة الدب الأصغر أيضا، ولكن النجم بولاريس الذي يبعد عنا 400 سنة ضوئية لا يشير حاليًا إلى الشمال الحقيقي، وهو أقل بمقدار درجة واحدة، كما أن لهذا النجم حركة يومية صغيرة تثير الارتباك للملاحة الجوية والبحرية ويتغير لمعانه نتيجة التفاعلات النووية داخله، وسوف يكون النجم بولاريس في مكانه الصحيح نحو الشمال عام 2095م وبعد ذلك سوف يتحرك بعيدًا عن الشمال، 
وفي عام 7000م سوف يحل نجم الذراع اليمني Alderamin في مجموعة نجوم قيفاوس Cepheus محل النجم بولاريس، وفي عام 14800م سوف يكون نجم النسر الواقع Viga في كوكبة القيثار Lyrae.